# Rudolf Kmunke

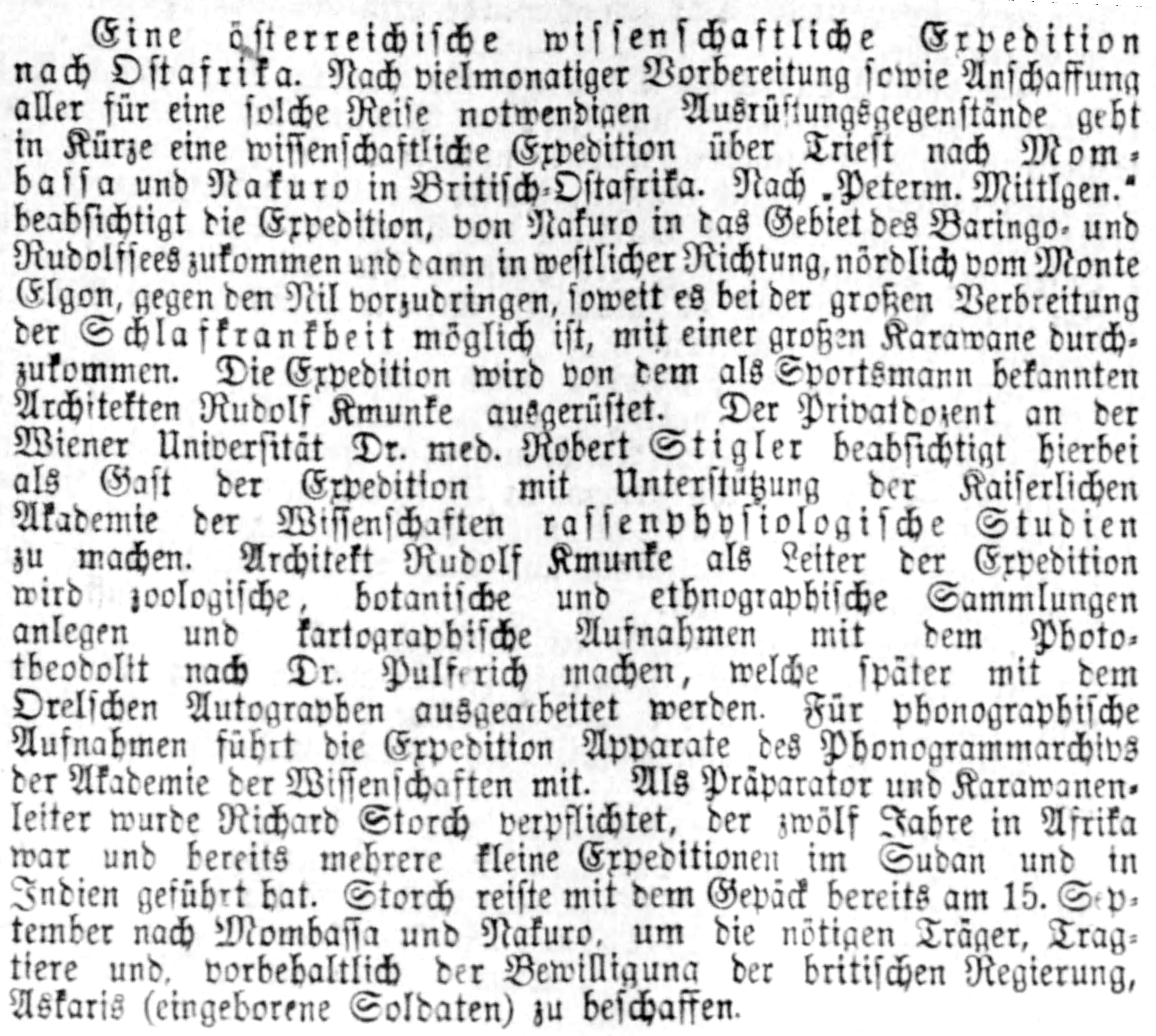
Forschungsreise nach Uganda (Zeitungsausschnitt des Deutschen Reichsanzeigers vom 18. Oktober 1911)

Rudolf Kmunke (* 25. März 1866 in Wien; † 7. Dezember 1918 in Wien) war ein österreichischer Architekt und Forschungsreisender.
Kmunke plante 1893 das Hotel Bristol in Salzburg.
Von Kmunke erbaute Häuser finden sich noch in Wien in der Ungargasse Nr. 51 (1905), Nr. 53 und Nr. 55 (1906), in der Linken Wienzeile Nr. 42 und in Wien-Josefstadt das Haus Wickenburggasse 17 (1897) (Denkmallisteneintrag).
Private Forschungsreisen führten ihn nach Ostgrönland sowie in einer von ihm geleiteten Expedition nach Zentral- und Ostafrika (Oktober 1911 – April 1912). Dabei bestieg er mit Robert Stigler (1878–1975) am 14. Dezember 1911 zwei Gipfel des Mount Elgon, den Wagagai und den Koitobos, den sie Kaiser-Franz-Joseph-Spitze nannten.

## Schriften
- Rudolf Kmunke: Auf Eisbären und Moschusochsen. Tagebuchblätter der Jagderlebnisse in Ostgrönland. Frick, Wien 1910.
- Rudolf Kmunke: Quer durch Uganda – Eine Forschungsreise in Zentralafrika 1911/1912. Dietrich Reimer (Ernst Vohsen), Berlin 1913, S. 186 (archive.org).

## Bauwerke (Auszug)
| Foto |                 | Baujahr   | Name                                      | Standort                                                   | Beschreibung                                                          | Metadaten                                                                               |
| ---- | --------------- | --------- | ----------------------------------------- | ---------------------------------------------------------- | --------------------------------------------------------------------- | --------------------------------------------------------------------------------------- |
| ja   | Datei hochladen | 1893      | Hotel Bristol                             | Salzburg, Makartplatz 4 Standort                           | → Hauptartikel : Hotel Bristol (Salzburg) f1                          | P84(Architekt): P131(Ort):Salzburg Region-ISO:AT-5                                      |
| ja   | Datei hochladen | 1896–1897 | Wohnhaus                                  | Wien 6, Linke Wienzeile 42 Standort                        | Anmerkung: früher Wien 6, Magdalenenstraße 42                         | P84(Architekt):Rudolf Kmunke P131(Ort):Wien Region-ISO:AT-9                             |
| BW   | Datei hochladen | 1897      | Wohnhaus                                  | Wien 4, Johann-Strauß-Gasse 35 Standort                    |                                                                       | P84(Architekt): P131(Ort):                                                              |
| ja   | Datei hochladen | 1897      | Wohnhaus                                  | Wien 4, Johann-Strauß-Gasse 37 Standort                    |                                                                       | P84(Architekt): P131(Ort):                                                              |
| ja   | Datei hochladen | 1897      | Wohnhaus                                  | Wien 4, Johann-Strauß-Gasse 39 Standort                    |                                                                       | P84(Architekt): P131(Ort):                                                              |
| ja   | Datei hochladen | 1897      | Wohnhaus HERIS-ID: 47795 Objekt-ID: 51110 | Wien 8, Wickenburggasse 17 Standort                        |                                                                       | P84(Architekt): P131(Ort):Josefstadt Region-ISO:AT-9                                    |
| ja   | Datei hochladen | 1898      | Wohnhaus                                  | Siebensterngasse 37 / Zollergasse 36 Standort              |                                                                       | P84(Architekt): P131(Ort):                                                              |
| ja   | Datei hochladen | 1899      | Wohnhaus                                  | Siebensterngasse 39 Standort                               |                                                                       | P84(Architekt): P131(Ort):                                                              |
| ja   | Datei hochladen | 1898      | Wohnhaus                                  | Wien 14, Penzinger Straße 108 / Ameisgasse Standort        |                                                                       | P84(Architekt): P131(Ort):                                                              |
| BW   | Datei hochladen | 1898      | Wohnhaus                                  | Wien 19, Perntergasse 15 Standort                          |                                                                       | P84(Architekt): P131(Ort):                                                              |
| ja   | Datei hochladen | 1898      | Wohnhaus                                  | Wien 4, Alois-Drasche-Park 1 / Seisgasse 7 Standort        |                                                                       | P84(Architekt): P131(Ort):                                                              |
| ja   | Datei hochladen | 1898      | Wohnhaus                                  | Wien 4, Alois-Drasche-Park 2 Standort                      |                                                                       | P84(Architekt): P131(Ort):                                                              |
| ja   | Datei hochladen | 1898      | Wohnhaus                                  | Wien 4, Johann-Strauß-Gasse 26 Standort                    | Anmerkung: ehemals Igelgasse 26                                       | P84(Architekt):Rudolf Kmunke P131(Ort):Wien Region-ISO:AT-9                             |
| ja   | Datei hochladen | 1898      | Wohnhaus                                  | Wien 4, Johann-Strauß-Gasse 28 Standort                    |                                                                       | P84(Architekt):Rudolf Kmunke P131(Ort):Wien Region-ISO:AT-9                             |
| ja   | Datei hochladen | 1898      | Wohnhaus                                  | Wien 4, Mittersteig 2, 2A / Hugo-Wiener-Platz Standort     |                                                                       | P84(Architekt):Rudolf Kmunke P131(Ort):Wien Region-ISO:AT-9                             |
| ja   | Datei hochladen | 1898      | Wohnhaus                                  | Wien 4, Schönburgstraße 32 Standort                        |                                                                       | P84(Architekt):Rudolf Kmunke P131(Ort):Wien Region-ISO:AT-9                             |
| ja   | Datei hochladen | 1898      | Wohnhaus                                  | Wien 4, Schönburgstraße 34 Standort                        |                                                                       | P84(Architekt):Theodor Bauer, Adolf Jäger, Rudolf Kmunke P131(Ort):Wien Region-ISO:AT-9 |
| BW   | Datei hochladen | 1898      | Wohnhaus                                  | Wien 4, Schönburgstraße 36 Standort                        |                                                                       | P84(Architekt): P131(Ort):                                                              |
| ja   | Datei hochladen | 1900      | Wohnhaus                                  | Wien 6, Köstlergasse 4 Standort                            |                                                                       | P84(Architekt):Rudolf Kmunke P131(Ort):Wien Region-ISO:AT-9                             |
| BW   | Datei hochladen | 1900      | Wohnhaus                                  | Wien 6, Windmühlgasse 9 Standort                           |                                                                       | P84(Architekt): P131(Ort):                                                              |
| BW   | Datei hochladen | 1902      | Wohnhaus                                  | Wien 6, Gumpendorfer Straße 71 / Münzwardeingasse Standort |                                                                       | P84(Architekt):Rudolf Kmunke P131(Ort):Wien Region-ISO:AT-9                             |
| BW   | Datei hochladen | 1903      | Wohnhaus                                  | Wien 6, Joanelligasse 8 Standort                           |                                                                       | P84(Architekt):Rudolf Kmunke P131(Ort):Wien Region-ISO:AT-9                             |
| BW   | Datei hochladen | 1904      | Wohn- u. Geschäftshaus                    | Wien 6, Esterházygasse 25 Standort                         |                                                                       | P84(Architekt):Rudolf Kmunke P131(Ort):Wien Region-ISO:AT-9                             |
| BW   | Datei hochladen | 1904–1905 | Wohnhaus                                  | Wien 6, Stumpergasse 23 Standort                           |                                                                       | P84(Architekt):Rudolf Kmunke P131(Ort):Wien Region-ISO:AT-9                             |
| BW   | Datei hochladen | 1905      | Wohnhaus                                  | Wien 6, Webgasse 30 Standort                               |                                                                       | P84(Architekt):Rudolf Kmunke P131(Ort):Wien Region-ISO:AT-9                             |
| ja   | Datei hochladen | 1905      | Wohnhaus                                  | Wien 3, Neulinggasse 15 Standort                           | Anmerkung: Abschlussbauwerk des Dannebergplatz-Viertels               | P84(Architekt):Rudolf Kmunke P131(Ort):Wien Region-ISO:AT-9                             |
| ja   | Datei hochladen | 1906      | Wohnhaus                                  | Wien 3, Dapontegasse 12 / Ungargasse 53 und 55 Standort    | Anmerkung: Zwei Häuser, Abschlussbauwerke des Dannebergplatz-Viertels | P84(Architekt):Rudolf Kmunke P131(Ort):Wien Region-ISO:AT-9                             |
| ja   | Datei hochladen | 1907      | Wohnhaus                                  | Wien 7, Neubaugasse 3 Standort                             |                                                                       | P84(Architekt): P131(Ort):                                                              |